# Graham Coxon
Graham Leslie Coxon (Rinteln, 12 marzo 1969) è un cantautore, chitarrista e pittore britannico, celebre come chitarrista dei Blur e per la sua carriera solista.

## Biografia
Nato nel 1969 a Rinteln, nell'allora Germania Ovest, dove il padre Bob Coxon era di stanza come clarinettista e capobanda nell'esercito britannico.
Ritornato in patria, si trasferì da bambino con tutta la famiglia a Spondon, vicino a Derby, durante il breve soggiorno nella cittadina delle West Midlands nasce la passione per il Derby County, squadra di cui è tifoso.
Successivamente si trasferisce a Colchester, nell'Essex dove cresce e incontra nel 1980 Damon Albarn alla Stanway School, allora nota come Stanway Comprehensive, all'età di 11 anni.
Nel 1988 Albarn (nel frattempo diventato membro dei Circus) e Coxon (che si unirà alla band dopo aver rimpiazzato il loro chitarrista) incontrano al Goldsmiths College di Londra, Alex James, nell'ottobre di quello stesso anno ingaggiano Dave Rowntree alla batteria e, dopo aver licenziato altri due componenti della band a dicembre e integrato lo stesso James al basso, nascono i Seymour che cambieranno il nome in Blur dopo che un esponente della Food Records, Andy Ross, colpito dalla potenzialità della band decide di scritturarli per la sua etichetta obbligandoli però a cambiare nome.
Nel 1998 pubblica il suo primo album come solista dal titolo The Sky is Too High, mentre è ancora componente dei Blur. Uscito dal gruppo, nel 2002, si dedica a tempo pieno alla carriera solista. Oltre alla chitarra è in grado di suonare altri strumenti, tra cui la batteria ed il sassofono.
Tuttora ha diversi album pubblicati, di cui tre pubblicati quando era ancora un membro della band.
Nel corso della sua carriera ha sempre avuto divergenze con il front-man dei Blur, Damon Albarn per i più svariati motivi, tra cui la sua forte dipendenza dall'alcol, attualmente risolta.
Pur essendo dotato dal punto di vista della tecnica (tra i suoi estimatori troviamo anche Jonny Greenwood dei Radiohead) manifesta spesso un carattere schivo e riservato, che lo induce a non voler troppo apparire. Il 9 dicembre 2008 annuncia la riunione con i Blur.
Tra il 2019 e 2021 collabora con i Duran Duran per la scrittura e la registrazione di Future Past, il quindicesimo album della band di Birmingham.

## Discografia parziale

### Discografia con i Blur
- 1991 – Leisure
- 1993 – Modern Life Is Rubbish
- 1994 – Parklife
- 1995 – The Great Escape
- 1997 – Blur
- 1999 – 13
- 2015 – The Magic Whip
- 2023 – The Ballad of Darren

### Discografia solista
Album
- The Sky Is Too High (1998)
- The Golden D (2000)
- Crow Sit on Blood Tree (2001)
- The Kiss of Morning (2002)
- Happiness in Magazines (2004)
- Love Travels at Illegal Speeds (2006)
- The Spinning Top (2009)
- A+E (2012)
- The End of the F***ing World OST (2018)
- The End of the F***ing World 2 OST (2019)
- I Am Not Okay With This (2020)

### Discografia Con i Duran Duran
- Future Past (2021)